# Aequipecten
Az Aequipecten a kagylók (Bivalvia) osztályának Pectinida rendjébe, ezen belül a Pectinidae családjába tartozó nem.

## Rendszerezés
A nembe az alábbi 8 élő faj és 1 fosszilis faj tartozik:
- †Aequipecten camaretensis (Fontannes, 1878) - kora miocén
- Aequipecten commutatus (Monterosato, 1875)
- Aequipecten exasperatus (Sowerby II, 1842)
- Aequipecten flabellum (Gmelin, 1791)
- Aequipecten glyptus (A. E. Verrill, 1882)
- Aequipecten muscosus (W. Wood, 1828)
- Aequipecten nicklesi Dijkstra, 1998
- Aequipecten opercularis (Linnaeus, 1758) - típusfaj
- Aequipecten tehuelchus (d'Orbigny, 1842)